# Symfonia w bieli nr 1: dziewczyna w bieli
Symfonia w bieli nr 1: dziewczyna w bieli lub Dziewczyna w bieli (ang. Symphony in White, No. 1: The White Girl) – obraz amerykańskiego malarza Jamesa McNeilla Whistlera namalowany na przełomie lat 1861 i 1862, znajdujący się w zbiorach National Gallery of Art. Obraz ukazuje całą postać kobiety stojącej z lilią w dłoni na wilczej skórze na tle białej zasłony. Dominującym kolorem dzieła jest biel. Modelką była Joanna Hiffernan, kochanka artysty. Choć dzieło było pierwotnie zatytułowane Dziewczyna w bieli, Whistler zaczął je później nazywać Symfonią w bieli nr 1. Określając obraz takim abstrakcyjnym terminem zamierzał podkreślić swoje przywiązanie do filozofii sztuka dla sztuki.
Choć artysta stworzył swe dzieło na przełomie lat 1861 i 1862, to później powrócił do niego i dokonał w nim zmian. Obraz został odrzucony zarówno przez Royal Academy of Arts, jak i Salon paryski, ale ostatecznie został przyjęty na wystawę zorganizowaną przez Salon Odrzuconych w 1863. Na wystawie tej pokazano również słynne Śniadanie na trawie Édouarda Maneta; oba obrazy wzbudziły wielkie zainteresowanie.
Dziewczyna w bieli wykazuje wyraźny wpływ Prerafaelitów, z którymi Whistler nawiązał kontakt przed namalowaniem obrazu. Dzieło było przez późniejszych krytyków interpretowane zarówno jako alegoria dziewictwa i jego utraty, jak i jako religijna aluzja do Najświętszej Marii Panny.

## Początek drogi artystycznej
W 1855 James McNeill Whistler wyjechał z Ameryki do Europy, postanawiając poświęcić się malarstwu. Początkowo osiadł w Paryżu, ale w 1859 przeniósł się do Londynu, gdzie spędził większość swego życia. W Londynie spotkał Gabriela Rosettiego i innych członków Bractwa Prerafaelitów, którzy mieli wywrzeć głęboki wpływ na jego twórczość. W Londynie spotkał też Joannę Hiffernan, modelkę, która została jego kochanką. Ich stosunki były określane jako „małżeństwo bez błogosławieństwa kościelnego”. Przed 1861 Whistler wykorzystał Hiffernan jako modelkę przy malowaniu innego obrazu, Wapping, od nazwy osiedla Wapping w Londynie, gdzie artysta mieszkał. Obraz został rozpoczęty w 1860 i ukończony dopiero w 1864. Przedstawia on kobietę w towarzystwie dwóch mężczyzn siedzących na balkonie wychodzącym na rzekę. Według słów samego Whistlera kobieta (do której pozowała Hiffernan) była prostytutką. Hiffernan przypuszczalnie miała silny wpływ na Whistlera; jego szwagier Francis Seymour Haden odrzucił zaproszenie na obiad zimą 1863–64 motywując to dominującą rolą Hiffernan w ich domu.

## Powstanie obrazu i jego recepcja
Whistler rozpoczął pracę nad Dziewczyną w bieli tuż po 3 grudnia 1861 z zamiarem zaprezentowania go na prestiżowej, corocznej wystawie organizowanej przez Royal Academy of Arts. Pomimo ataków choroby ukończył malowidło przed kwietniem 1862. W liście do George’a du Mauriera napisanym w pierwszych miesiącach 1862, opisał obraz jako:
...kobietę w pięknej batystowej sukni, stojącą przed oknem przepuszczającym światło przez przezroczystą, białą, muślinową zasłonę; postać kobiety jest mocno oświetlona z prawej strony i dlatego obraz, oprócz [jej] rudych włosów, stanowi zachwycającą masę olśniewającej bieli.
Whistler zaproponował swój obraz na wystawę zorganizowaną przez Akademię, ale według Hiffernan spodziewał się, iż zostanie on odrzucony. Rok wcześniej, w 1861, inny obraz wywołał pewien skandal. Złośnica poskromiona Edwina Landseera ukazywała leżącego na ziemi konia i odpoczywającą kobietę, wspartą na nim. Obraz wywołał sensację, ponieważ modelką była Catherine Walters, znana londyńska kurtyzana. Obraz Whistlera przypominał malowidło Landseera na tyle, że członkowie jury wzdragali się przed przyjęciem obrazu. Dziewczyna w bieli została zaproponowana na wystawę razem z trzema akwafortami, które zostały zaakceptowane; sam obraz natomiast odrzucono. Whistler wystawił go więc w niewielkiej londyńskiej galerii Berners Street Gallery. W następnym roku próbował wystawić obraz w Salonie paryskim – oficjalnej wystawie francuskiej Académie des Beaux-Arts, ale i tu nie został on dopuszczony.

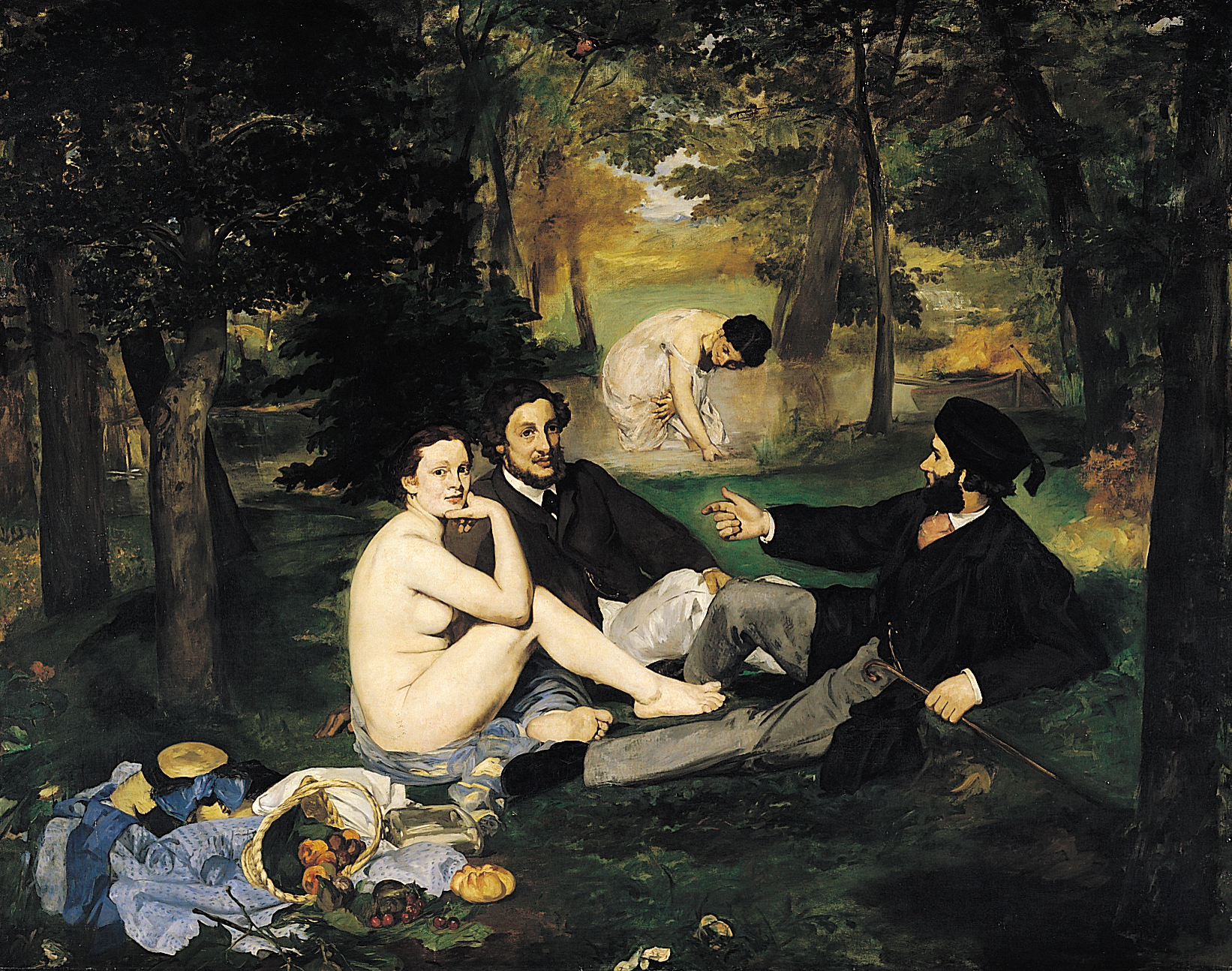
Śniadanie na trawie Édouarda Maneta wywołało zamieszanie na wystawie Salonu Odrzuconych w 1863, ale jeszcze większą uwagę poświęcono Dziewczynie w bieli Whistlera.

Został natomiast przyjęty na wystawę alternatywnego Salonu Odrzuconych, którą otwarto 15 maja 1863, dwa tygodnie po wystawie oficjalnego Salonu. Na tej samej wystawie Salonu Odrzuconych wystawiono obraz Śniadanie na trawie Édouarda Maneta, który wywołał skandal, ale jeszcze większą uwagę poświęcono Dziewczynie w bieli Whistlera. Kontrowersja, z jaką spotkały się te obrazy, została opisana w powieści Dzieło Émile’a Zoli (1886). Obraz spotkał się z na ogół przychylnym przyjęciem, które oczyściło Whistlera z zarzutów po odrzuceniu, jakiego doświadczył wcześniej w Londynie i Paryżu. Obraz cieszył się dużym uznaniem kolegów i przyjaciół artysty: Maneta, malarza Gustave’a Courbeta i poety Charles’a Baudelaire’a. Krytyk sztuki Étienne Joseph Théophile Thoré uważał, iż obraz nawiązuje do tradycji Goi i Velazqueza. Byli też i tacy, którzy przyjęli dzieło mniej przychylnie; niektórzy francuscy krytycy uważali, iż kierunek reprezentowany przez angielski prerafaelityzm jest nieco dziwaczny.
Obraz pozostawał w rękach rodziny Whistlera do 1896, kiedy to kuzyn artysty sprzedał go kolekcjonerowi sztuki Harrisowi Whittemore’owi. W 1943 rodzina Whittemore’a przekazała dzieło jako dar do National Gallery of Art w Waszyngtonie.

## Kompozycja i interpretacja
Whistler, zwłaszcza w późniejszych latach swej kariery, odrzucał myśl, że jego obrazy powinny wyrażać coś innego, niż to, co jest widoczne na płótnie. Jest on znany jako główny rzecznik filozofii „sztuka dla sztuki”. O Dziewczynie w bieli powiedział: Mój obraz po prostu przedstawia dziewczynę ubraną na biało, stojącą na tle białej zasłony. Ten komentarz pojawił się w odpowiedzi na szeroko rozpowszechniony pogląd, że obraz ten przedstawia bohaterkę z powieści Kobieta w bieli (ang. The Woman in White) Wilkie Collinsa, publikowaną w odcinkach w latach 1859–1860. Książka Collinsa była opowieścią o romansie, intrydze i podwójnej osobowości i była uważana po trosze za sensację w czasie swej publikacji. Ponieważ angielscy krytycy uważali obraz za ilustrację, byli mniej przychylni, niż ich francuscy koledzy, którzy postrzegali obraz jako wizjonerski, poetycki. Jeden z angielskich krytyków, powołując się na powieść Collinsa określił Dziewczynę w bieli jako ...jeden z najbardziej niedokończonych obrazów, z jakimi kiedykolwiek zetknęliśmy się. Od chwili, kiedy Berners Street Gallery zatytułowała obraz Whistlera Kobieta w bieli, krytycy byli niezadowoleni z braku podobieństwa obrazu do bohaterki powieści. Whistler, który nigdy nie przeczytał powieści, oburzył się tym porównaniem. Mniej więcej dziesięć lat później zaczął nazywać swój obraz Symfonia w bieli nr 1, choć francuska krytyka nazwala go tym terminem (fr. Symphonie du blanc) już podczas wystawienia go w Paryżu. Whistler, przez analogię do muzyki, wyznawał w późniejszych latach filozofię, iż najważniejsza była kompozycja dzieła, a nie jego temat. Wybierając taki tytuł zainspirował się najprawdopodobniej poematem Symphonie en Blanc Majeur Théophile’a Gautiera (1852).
Whistler nie całkiem był zadowolony z realizmu, jaki wyrażał jego obraz w swej pierwotnej formie, co zarzucano mu, jako wpływ Courbeta. Później, w latach 1867–1872 przemalował on obraz nadając mu bardziej duchowy wyraz. Nawet jeśli Symfonia została rozpoczęta zanim Whistler po raz pierwszy spotkał Rossettiego, wpływ Prerafaelitów jest w niej nadal widoczny. Obraz był wczesnym eksperymentem w bieli na tle bieli – z kobietą stojącą w białej sukni na białym tle. Takie zestawienie kolorów to motyw, do którego artysta powrócił później, malując dwa obrazy, które zatytułował Symfonia nr 2 (1864) i Symfonia nr 3 (1865–67). Tafla obrazu jest długa i wysmukla, a poza modelki i jej ubiór dodatkowo podkreślają pionowy charakter malowidła. Kobieta jest wyrazista, niemal konfrontacyjna, bardzo zindywidualizowana, jeśli chodzi o jej wzrok wpatrzony w oczy widza, jak i jej rysy. Krytyk sztuki Hilton Kramer dostrzega w portretach Whistlera urok i połączenie rzemiosła i zmysłu obserwacyjnego, których nie posiadają jego bardziej radykalne pejzaże.
Choć sam Whistler czuł się urażony, gdy próbowano analizować jego sztukę, nie odstraszało to późniejszych krytyków od podejmowania takich prób. XIX-wieczny francuski krytyk sztuki Jules-Antoine Castagnary widział w obrazie Whistlera symbole utraconego dziewictwa, temat podjęty przez późniejszych krytyków. Historyk sztuki Wayne Craven również postrzega obraz jako coś więcej, niż formalne ćwiczenie i znajduje w nim „zagadkowe, ekspresyjne, a nawet erotyczne wątki”. Podkreśla kontrast pomiędzy wizerunkiem kobiety z białą lilią symbolizującą niewinność i dziewiczość a dziką głową zwierzęcia, symbolizującą utratę dziewictwa. Beryl Schlossman, wychodząc z perspektywy krytyki literackiej, dostrzega w aluzjach do Najświętszej Marii Panny religijny aspekt dzieła – skóra zwierzęcia pod stopami kobiety to według niego obłok, na którym Matka Boska jest często przedstawiana, a niedźwiedź to biblijny wąż, któremu miażdży ona głowę.